# Parafia Ewangelicko-Metodystyczna w Siemianach
Parafia Ewangelicko-Metodystyczna w Siemianach – zbór metodystyczny działający w Siemianach, należący do okręgu wschodniego Kościoła Ewangelicko-Metodystycznego w RP.
Nabożeństwa odbywają się w 1. i 3. niedzielę miesiąca w kaplicy rzymskokatolickiej.